# Ludowy Ruch Kirgistanu
Ludowy Ruch Kirgistanu – wielopartyjny blok opozycji, powstały w 2004 roku. W jej skład wchodziło dziewięć partii politycznych, głównie lewicowych. Przywódcą bloku był Kurmanbek Bakijew, jeden z liderów tulipanowej rewolucji z 2005 roku, następnie prezydent Kirgistanu w latach 2005–2010. Krótko przed zorganizowaniem wyborów prezydenckich część partii wchodzących w skład bloku (m.in. Ruch Demokratyczny Kirgistanu) opuściła koalicję. 23 lipca 2005 roku blok przekształcono ruch społeczno-polityczny Kirgistan.